# Al-Mokawloon al-Arab
al-Mokawloon al-Arab Sporting Club (arabisch نادي المقاولون العرب الرياضي, DMG Nādī al-Muqāwilūn al-ʿarab ar-riyāḍī), auch bekannt als Arab Contractors Sporting Club oder kurz Al Mokawloon bei den Einheimischen, ist ein ägyptischer Sportverein mit Sitz in Nasr City, Kairo. Der Club wurde 1973 von dem ägyptischen Ingenieur, Bauunternehmer, Unternehmer und Politiker Osman Ahmed Osman als offizieller Sportverein für sein Unternehmen, die Arab Contractors, gegründet. Der Verein ist besonders für seine Fußballmannschaft bekannt, die derzeit in der ägyptischen Premier League, der höchsten Liga im ägyptischen Fußballligasystem, spielt.
Der Verein hat im Laufe der Jahre einige der bekanntesten und talentiertesten Spieler in Ägypten hervorgebracht, darunter Mohamed Salah, Mohamed Elneny und Abdel Sattar Sabry.

## Geschichte
In den 1980er Jahren gehörte Al Mokawloon zu den besten Teams in Afrika. Der Verein konnte zu dieser Zeit zweimal in Folge den African Cup Winners’ Cup (1982, 1983) gewinnen, ein Wettbewerb, der vergleichbar mit dem europäischen Europapokal der Pokalsieger war. Im Jahr 1983 konnte zudem die Ägyptische Meisterschaft gewonnen werden. Die damalige Mannschaft enthielt afrikanische Topspieler wie Joseph-Antoine Bell (Kamerun) und Karim Abdul Razak (Ghana). Im Jahre 1996 konnte erneut der African Cup Winners’ Cup gewonnen werden. Danach stieg der Verein in die Mittelmäßigkeit ab, hat allerdings weiterhin eine der besten Jugendabteilungen des Landes.

## Erfolge
- African-Cup-Winners’-Cup-Sieger (3): 1982, 1983, 1996
- Ägyptischer Meister: 1983
- Ägyptischer Pokalsieger: 1990, 1995, 2004
- Ägyptischer Supercupsieger: 2004

## Bekannte Spieler
- Mohamed Salah (2010–2012)
- Mohamed Elneny (2010–2012)
- Mohamed Nagy (2016–2018)

## Bekannte Trainer
- Michael Krüger (1996–1997)[3]
- Josef Hickersberger (1997–1999)